# Мутица
Мутица — река в России, протекает в Вологодской области, в Тотемском районе. Устье реки находится в 1 км по правому берегу реки Синьгома. Длина реки составляет 16 км.
Исток реки расположен в болотах в 20 км к юго-востоку от села Великий Двор неподалёку от истока Печеньги. На всём протяжении Мутица течёт, сильно петляя по заболоченному лесу, генеральное направление течения — запад, населённых пунктов на реке нет. Впадает в Синьгому километром выше устья самой Синьгомы в Печеньгу.

## Данные водного реестра
По данным государственного водного реестра России относится к Двинско-Печорскому бассейновому округу, водохозяйственный участок реки — Северная Двина от начала реки до впадения реки Вычегда, без рек Юг и Сухона (от истока до Кубенского гидроузла), речной подбассейн реки — Сухона. Речной бассейн реки — Северная Двина.
По данным геоинформационной системы водохозяйственного районирования территории РФ, подготовленной Федеральным агентством водных ресурсов:
- Код водного объекта в государственном водном реестре — 03020100312103000007933
- Код по гидрологической изученности (ГИ) — 103000793
- Код бассейна — 03.02.01.003
- Номер тома по ГИ — 03
- Выпуск по ГИ — 0